# Good Morning Starshine
Good Morning Starshine är en sång skriven av James Rado, Gerome Ragni, och som 1967 var med i musikalen Hair. Den spelades in av Oliver, och blev i juni 1969 en USA, och placerade sig på tredje plats på Billboardlistan.

## Andra inspelningar
- Andy Williams med Osmond Brothers, Get Together with Andy Williams, 1969[1]
- Gary Lewis and the Playboys, Rhythm of the Rain, 1969
- Strawberry Alarm Clock, Good Morning Starshine, 1969
- Chris Clark, CC Rides Again, 1969
- Björn Skifs, 1969 (som "God morgon stjärnljus")[2] vilken låg på Svensktoppen i två veckor.[3]
- Sahlee Quizon, 1970
- Hugo Montenegro, Colours of Love, 1970
- Lars Lönndahl, 1971 (som "God morgon stjärnljus")[4] vilken låg på Svensktoppen i två veckor 1972.[5]
- Roger Whittaker, The Last Farewell, 1971
- Elaine Paige, Stages, 1983[6]
- Sarah Brightman, As I Came of Age, 1990
- Sharon, Lois & Bram, Let's Dance!, 1995
- Anna-Lotta Larsson, 2004 (som "God morgon stjärnljus")[7]
- Serena Ryder, If Your Memory Serves You Well, 2006